# Herzfleischentartung

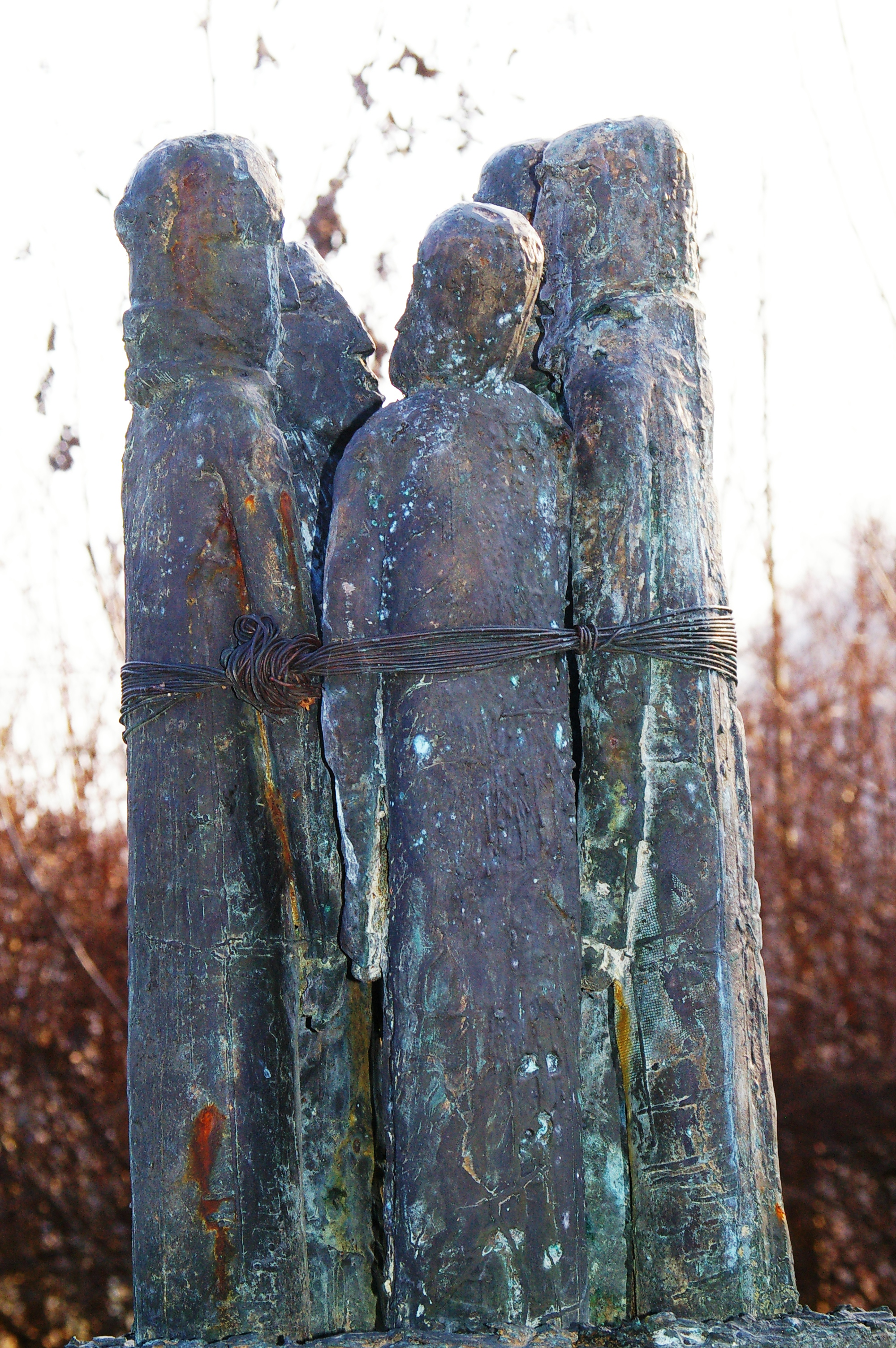
Gedenkstätte Weyer

Herzfleischentartung ist ein Roman von Ludwig Laher aus dem Jahr 2001, in dem der Autor die österreichische Provinz in den Jahren 1940 bis 1955 porträtiert.

## Inhalt
Im Südwesten des oberösterreichischen Innviertels, damals Oberdonau, will die NSDAP das Ibmer Moor trockenlegen. 250 neue Bauernhöfe sollen auf dem Gelände entstehen. Zwangsarbeiter müssen vorerst unter schwierigsten Bedingungen die Moosach regulieren. Das dafür extra eingerichtete Arbeitserziehungslager wird hauptsächlich von Bürgermeistern beschickt, die, oft aus privaten Gründen, unliebsame Mitbürger loswerden wollen. Zur Jahreswende 1940/1941 will der Lagerarzt nicht länger falsche harmlose Todesursachen bestätigen, wenn die Aufseher Häftlinge brutal umbringen. Seine Anzeige veranlasst mitten im Dritten Reich einen mutigen Oberstaatsanwalt zu ermitteln, Lagerleiter und Aufseher in Untersuchungshaft zu nehmen, fünfzehn Monate auf einen Prozess hinzuarbeiten, der auch die Schreibtischtäter dahinter zur Rechenschaft ziehen soll. Von der Linzer NSDAP massiv bedroht, lässt sich Josef Neuwirth nicht abhalten, bis schließlich direkt aus der Reichskanzlei die Niederschlagung der Verfahren verfügt wird. Gleich nach der Anzeige des Lagerarztes hat die Gau-NSDAP die Terrorstätte schließen lassen und zehn Tage später als Zigeuneranhaltelager wiedereröffnet. Hunderte autochthone meist oberösterreichische Sinti und einige Roma, darunter etwa 250 Kinder und Jugendliche, sind jetzt dort interniert. Wer nicht schon in Weyer-St. Pantaleon stirbt, wird im November 1941 nach Polen deportiert und ermordet. Das letzte Drittel des Romans zeigt, wie im Nachkriegsösterreich die alten NS-Eliten im Dorf schnell bei den neuen Großparteien ÖVP und SPÖ Karriere machen, die Täter in der Zweiten Republik meist zu geringen Strafen verurteilt und die rassisch Verfolgten erneut ausgegrenzt werden. Mit der großen Amnestie durch den Bundespräsidenten 1955, die fast alle NS-Verbrecher auf freien Fuß setzt, endet das Buch. Zu diesem von ihm gewählten Ende sagte Laher 2004: „Mein Roman „Herzfleischentartung“ bricht aber damit nicht ab, denn tot sind die Opfer im umfassenden Sinn erst dann, wenn die Täter ihr letztes Ziel erreicht haben, nämlich die Erinnerung zu zerstören und die Opfer somit aus der Geschichte zu eliminieren. Mein Text bricht auch 1945 nicht ab, denn die sogenannte Stunde Null ist keineswegs jene Zäsur, die radikal mit der rassistischen Barbarei bricht“.

## Form
Der große Erfolg des Romans verdankt sich wahrscheinlich mindestens so sehr der Sprache, die Ludwig Laher für seinen Text gewählt hat, wie den Inhalten, die er vermittelt. Laher bedient sich über weite Strecken offensiv der temporeichen, utilitaristischen, zynischen, ellbogenbewehrten Sprache der Nationalsozialisten, die für Empathie kaum Platz lässt und das Lesepublikum dort, wo Tempo herausgenommen und kurz ein Einzelschicksal herausgegriffen wird, sofort wieder mitreißt: Die Strukturen der Barbarei lösen die handelnden Charaktere als „Helden“ ab.

## Rezension
„Gerade weil es sich an die konkreten Fakten eines regional begrenzten Falles hält, die allerdings durch die Gestaltung die der Literatur innewohnende Allgemeingültigkeit erhalten, gelingt diesem Buch eine Aussage über das Wesen des Nationalsozialismus und sein zähes Überleben, wie es selten so deutlich und überzeugend dargestellt wurde.“ So Anna Mitgutsch in ihrer Besprechung von „Herzfleischentartung“ für den Standard. Ulrich Weinzierl lobte den Autor in Die Welt: „Ludwig Laher wagte sich an äußerst Heikles. In seinem neuen Buch „Herzfleischentartung“ erforscht er die verdrängte Geschichte des NS-Lagers St. Pantaleon in seiner oberösterreichischen Heimat. Der faktentreue Erzähler ist jedem Historiker überlegen, weil er in seiner Chronik den Zynismus des Nazijargons und der Aktenphrasen produktiv einzusetzen weiß“.
„Neben dem fundierten, aus akribischer Arbeit entstandenen, historischen Wissen des Autors beeindruckt an diesem Buch vor allem die Sprache. Dynamisch und mit zahlreichen Brüchen versehen, erhält die/der LeserIn nicht nur Einblicke in historische Abläufe sondern auch in eine mögliche Denkwelt der Täter. Und genau das ist es, was mich an diesem Buch so beeindruckt hat. Als LeserIn muss man vor diesem Schriftsteller ständig auf der Hut sein. Er nimmt eineN bei der Hand und führt eineN zu Plätzen und Ereignissen, denen man sich selbst niemals ausgesetzt hätte. Mit einer sehr leicht scheinenden, geistvollen und manchmal sogar witzigen Sprache verführt er dazu, die emotionale Deckung, die man sich für solche Literatur zurecht gelegt hat, etwas sinken zu lassen, und erreicht dadurch auch bei sich abgebrüht wähnenden Menschen Fassungslosigkeit und Bestürzung. Ein Buch, dessen Lektüre mir schwer gefallen ist, das ich aber keinen Moment missen möchte.“
Das Buch hat in den Ländern, wo es erschien, fast durchwegs große Zustimmung bei den Kritikern gefunden. In Österreich wird es mittlerweile verbreitet als Schullektüre eingesetzt.

## Rezeption

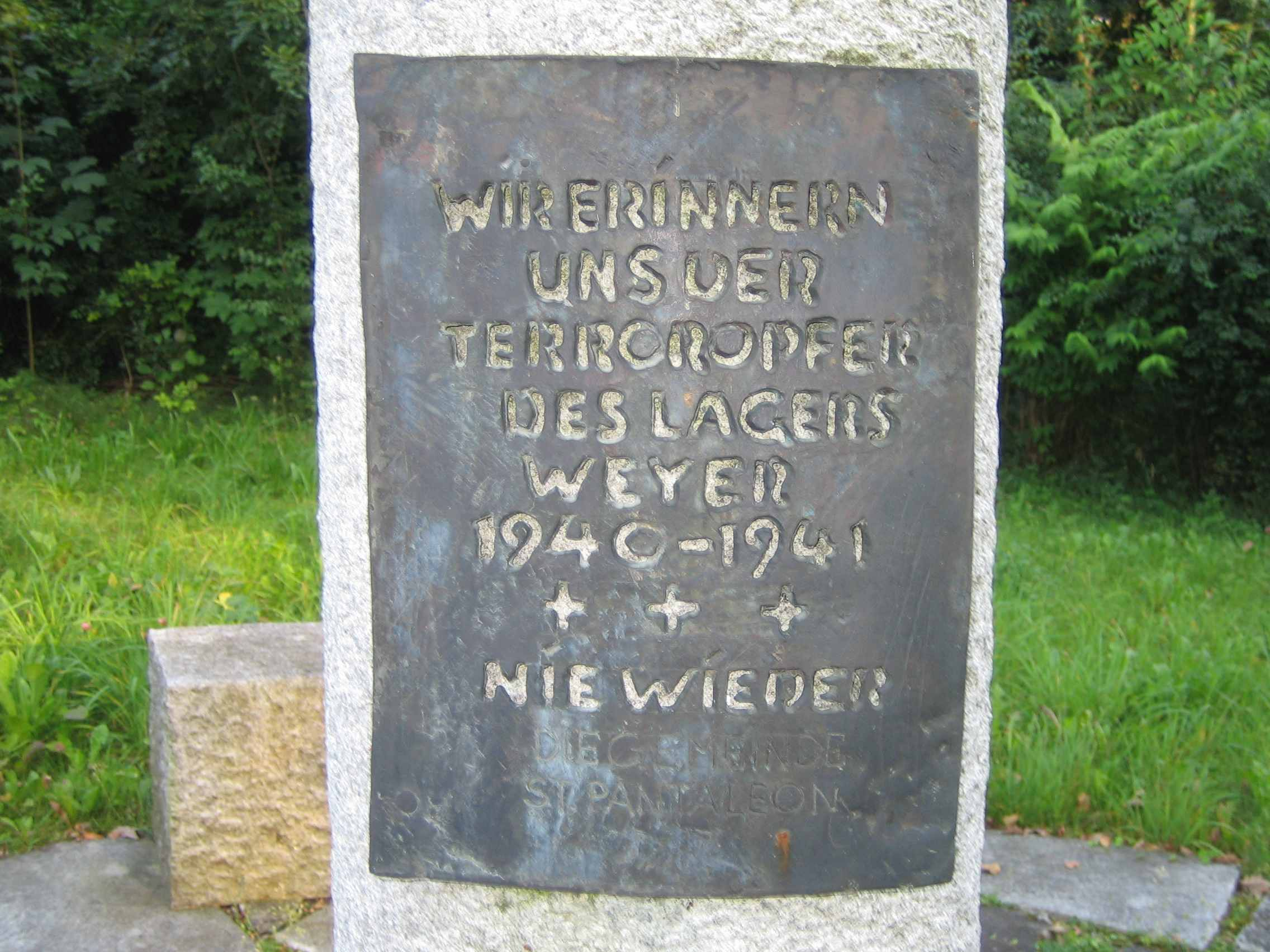
Gedenkstätte Arbeitserziehungs- und Zigeuneranhaltelager St. Pantaleon-Weyer

Im Zuge der Recherchen des Autors zum Buch entstand in seinem Wirkungskreis auch der Verein Erinnerungsstätte Lager Weyer/Innviertel, der die Erinnerungsstätte pflegt, Führungen anbietet und die jährliche Gedenkfeier organisiert. Laher selbst, der sich sehr für eine umfassende Qualität der Schulbildung in Österreich engagiert, hält zahlreiche Lesungen und Vorträge zu seinem Buch und dem zugrundeliegenden Thema. Lahers Werk wird aufgrund seiner Quellennähe und Darstellungsweise ausdrücklich von Historikern empfohlen. Auch im englischsprachigen Ausland findet das Werk eine aufmerksame Rezeption, insbesondere in Verbindung mit dem Heimatbegriff.

## Ausgaben
- Herzfleischentartung. Innsbruck-Wien, Haymon 2001
- Degeneración del corazón. Barcelona, Littera Books 2004 (Übersetzung ins Spanische: Marta Romaní de Gabriel)
- Herzfleischentartung. München, dtv 2005 (Taschenbuch)
- Heart Flesh Degeneration. Riverside, Ariadne Books 2006 (Übersetzung ins Englische: Susan Tebbutt)
- Dégénérescence de la chair du coeur. Arles-Paris, Actes Sud 2006 (Übersetzung ins Französische: Olivier Mannoni)
- Degeneracija srca. Zagreb, Disput 2007 (Übersetzung ins Kroatische: Sead Muhamedagic)
- Herzfleischentartung. Innsbruck-Wien, haymon tb 2009 (Taschenbuch)